# 窒化ネプツニウム
窒化ネプツニウム(Neptunium nitride)は、ネプツニウムと窒素からなる二元無機化合物で、化学式はNpNである。

## 合成
生成したばかりの水素化ネプツニウムとアンモニアから合成できる。
NpH
3 + NH
3  →  NpN + 3H
2
ネプツニウムと窒素の反応でも窒化ネプツニウムが得られる。
Np + N
2  →  2NpN

## 物理的性質
立方晶系で、空間群Fm3mの黒色結晶を形成する。水には溶けず、加熱すると分解する。
2NpN  →  2Np + N
2

## 利用
プルトニウム238製造のターゲット物質として用いられる。